# Rasenbinse
Die Rasenbinse (Trichophorum cespitosum), auch Rasen-Haarsimse genannt, ist eine Pflanzenart aus der Gattung Rasenbinsen (Trichophorum) innerhalb der Familie der Sauergrasgewächse (Cyperaceae).

## Beschreibung

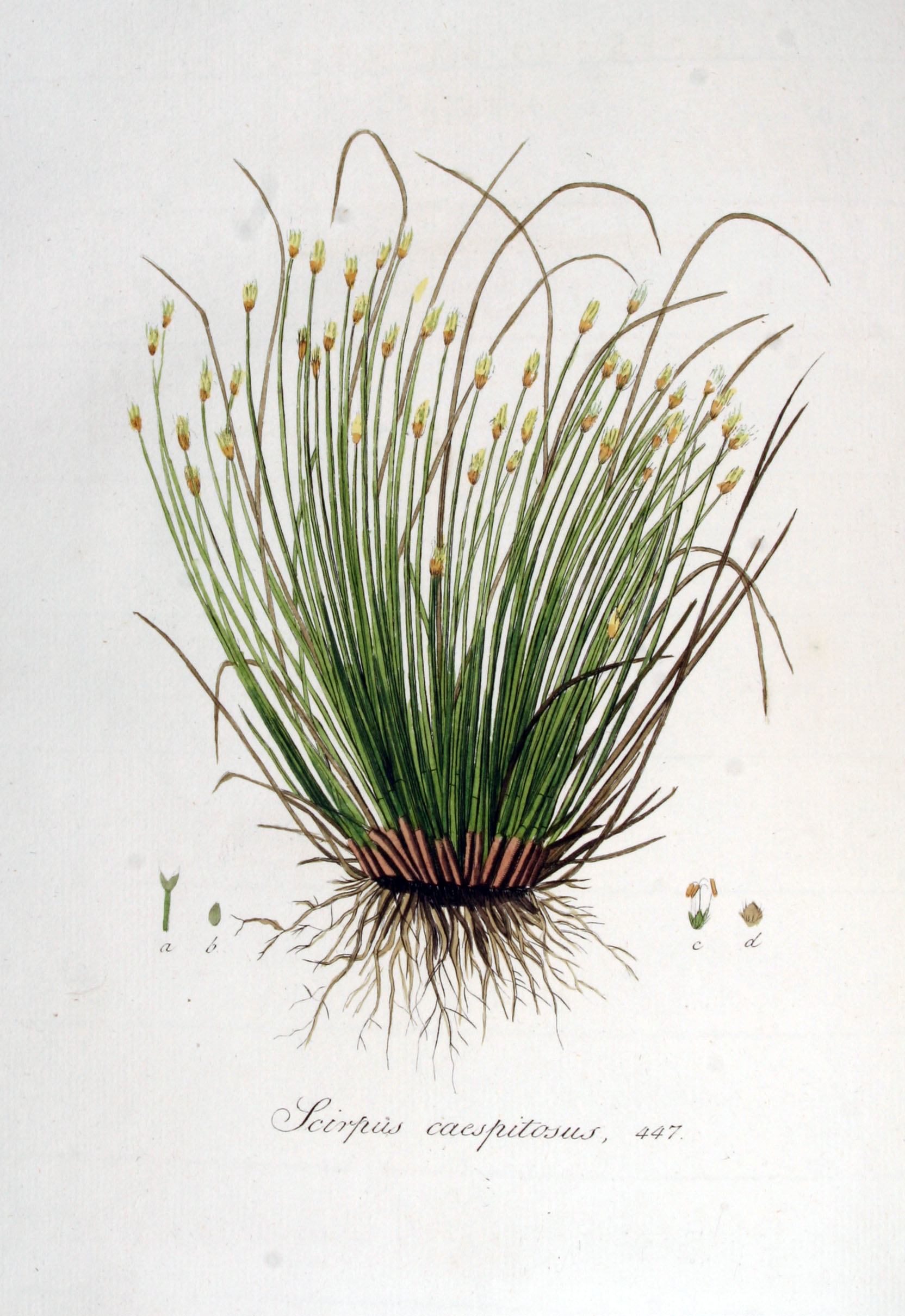
Illustration aus Flora Batava, Volume 6

### Vegetative Merkmale
Die Rasenbinse ist eine ausdauernde krautige Pflanze und erreicht Wuchshöhen von 5 bis 35, manchmal bis zu 60 Zentimetern. Charakteristisch ist die meist igelförmige Gestalt ihrer dichten starren Horste. Ihre Stängel sind aufrecht und glatt. Die Blattspreite ist 3 bis 10 mm lang.

### Generative Merkmale
Die Blütezeit reicht von Mai bis Juli. Die Ährchen sind 3 bis 8 mm lang sowie etwa 3 mm breit, eiförmig bis linealisch und enthalten 3–20 Blüten. Die Spelzen sind spitz, lineal-lanzettlich, gelb- oder rötlich-braun mit grüner Mittelrippe. Die zwei untersten Spelzen haben eine stumpfe Spitze; sie sind etwa so lang wie das Ährchen. Es sind fünf bis sechs Perianthborsten vorhanden; sie sind etwa 1,5-mal so lang wie das Nüsschen und braun. Das Nüsschen ist eiförmig-dreikantig, 1,5 bis 2 mm lang und grau- bis gelb-braun.
Die Chromosomenzahl beträgt 2n = 104.

## Vorkommen
Die Rasenbinse ist eine kennzeichnende Pflanzenart nährstoffarmer Moore, von Feucht- und Moorheiden sowie von Moorwäldern. Sie kommt vor in den Gemäßigten Zonen der Nordhalbkugel von Eurasien, Nordamerika und Grönland und südlich bis Algerien. Sie steigt in Mitteleuropa im Ötztal bis mindestens 2700 Meter und im Kanton Wallis bis 2750 Meter Meereshöhe auf.

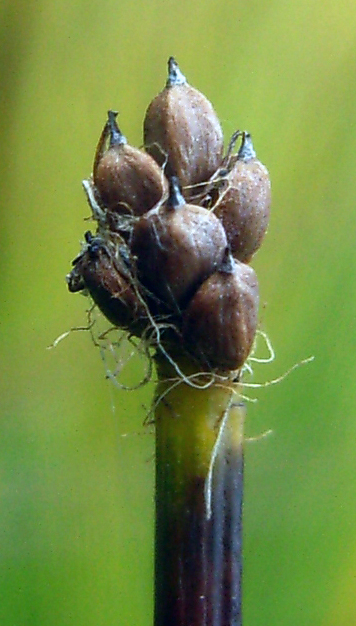
Fruchtstand der Deutschen Rasenbinse (Trichophorum cespitosum subsp. germanicum)

## Systematik
Die Erstveröffentlichung erfolgte 1753 unter dem Namen (Basionym) Scirpus cespitosus durch Carl von Linné in Species Plantarum, Tomus 1, S. 48. Die Neukombination zu Trichophorum cespitosum (L.) Hartm. wurde 1849 durch Carl Johan Hartman in Handbok i Skandinaviens Flora ..., Edition 5, S, 259 veröffentlicht. Ein Synonym von Trichophorum cespitosum (L.) Hartm. ist Baeothryon caespitosum (L.) A. Dietr.
Von Trichophorum cespitosum gibt es zwei Unterarten:
- Gewöhnliche Rasenbinse (Trichophorum cespitosum (L.) Hartm. subsp. cespitosum)
- Deutsche Rasenbinse (Trichophorum cespitosum subsp. germanicum (Palla) Hegi; Syn.: Trichophorum germanicum Palla, Scirpus cespitosussubsp. germanicus (Palla) Brodd.) sowie die Hybride der zwei Unterarten:
- Trichophorum cespitosum nothosubsp. foersteri Swan: Sie kommt in Großbritannien, Irland, Norwegen, den Niederlanden, Belgien und Deutschland vor.[4]

Die makroskopische Unterscheidung der Unterarten und der Hybride erfolgt anhand der Tiefe der Ausrandung der oberen Blattscheide und der Länge der zugehörigen Blattspreite.
Die oberste Blattscheide der Deutschen Rasenbinse ist gegenüber dem Ansatz der Blattspreite meist mehr als 2 Millimeter tief ausgerandet. Die oberste Blattspreite ist etwa zweimal so lang wie der Ausschnitt tief ist. Bei der Gewöhnlichen Rasenbinse ist oberste Blattscheide dagegen gegenüber dem Ansatz der Blattspreite etwa 1 Millimeter tief ausgerandet und die Blattspreite ist etwa fünfmal so lang wie der Ausschnitt tief ist. Bei der Hybride ist der Ansatz der Blattspreite 1 bis 2 Millimeter tief ausgerandet und die Blattspreite etwa dreimal so lang wie der Ausschnitt tief ist.